# Paul Sormani
Paul Sormani né à Canzo (Italie) en 1817 et mort à Paris 3e le 4 février 1866, est un ébéniste parisien, d'origine lombardo-vénitienne.
Paul Sormani établit sa boutique en 1847 au 7, cimetière Saint Nicolas, puis en 1854 au 114, rue du Temple enfin en 1867 au 10, rue Charlot à Paris. L'impératrice Eugénie, épouse de Napoléon III, fera le succès de la maison en décorant ses palais avec les créations de Paul Sormani.

## Production
Quand Paul Sormani meurt, son fils Paul-Charles, (1848-1926), et sa mère Ursule Marie Philippine, née Bouvaist, reprennent l'activité sous la raison sociale « Sormani Veuve Paul et Fils », à partir de 1878[réf. nécessaire]. L'ébéniste et ornemaniste Édouard Lièvre collabore avec la maison Sormani pour la réalisation de quelques meubles, dont certains ont été réalisés après le décès de Paul Sormani.
En 1914, son fils Paul-Charles Sormani s'associe avec Thiebault Frères pour créer une boutique au 134, boulevard Haussmann à Paris. La Maison Thiebault-Sormani, exposera en particulier du mobilier à l'Exposition internationale des Arts décoratifs et industriels modernes, à Paris, en 1925 : cette boutique qui produisait des pièces de grande qualité dans le style Louis XV et Louis XVI, perdure jusqu'en 1934, date de sa fermeture.  
En plus des nombreuses copies de meubles du XVIIIe siècle français, et de la production de meubles directement inspirés des styles en vogue sous les règne de Louis XV et Louis XVI, Sormani fabrique notamment des horloges de parquet, et de nombreux objets de tabletterie comme boîtes à bijoux, encriers en bronze, boîtes à usage d'écritoire ou cave à liqueurs, etc. Certains modèles d'écritoire étaient de parfaites répliques de celles que fabriquait Jean-Pierre Tahan (dimensions, formes, marqueterie…). De nombreux meubles réalisés par Paul Sormani, sont exposés dans le Palais national d'Ajuda, à Ajuda, paroisse civile de Lisbonne, Portugal,.

## Distinctions obtenues
La Maison Sormani participe aux grandes expositions internationales de 1855, 1862 et 1867 avec des « petits meubles fantaisie » et des reproductions d'excellentes qualité de quelques pièces du Garde Meuble National. Elle gagne une médaille de bronze en 1849, à l'Exposition de la Seconde République, à Paris et obtient une médaille d'argent à l'Exposition universelle de 1855, à Paris, une médaille de bronze à Exposition universelle de 1862, à Londres.
Lors de l'exposition universelle de 1867 à Paris, son travail est qualifié en ces termes : « toute sa production révèle une qualité d'exécution de tout premier ordre », et y obtient une médaille d'argent. De plus, Sormani obtient une médaille d'or à l'exposition universelle de 1878 à Paris, un diplôme d'honneur à l'exposition coloniale de 1883 à Amsterdam, puis le Grand Prix à l'exposition universelle de Paris de 1889.